# 温德河 (松花江)
温德河位于中华人民共和国吉林省中部，是第二松花江左岸支流。其中上游河段原称“五里河”，下游河段因河口临近温得亨山，故称温德河。“温德亨”（满文：ᡠᠨᡩᡝᡥᡝᠨ，转写：undehen）满语意为“祭板”。1988年吉林省河流普查时，上下游统称“温德河”。

## 地理状况
温德河发源于永吉县东南部北大湖镇吉林哈达岭山脉肇大鸡山西北侧，蜿蜒向北流经朝阳水库、北大湖镇、县城口前镇，过孤榆村后进入吉林市丰满区境内，经丰满区前二道乡马相村、巴虎村等村，于吉林市南郊红旗街道的温德河村以北汇入第二松花江。河长64.5千米，流域面积1179平方千米，平均年降水量687.6mm；河道平均比降2.9‰。年均径流量1.79亿立方米。右岸支流白马夫河；左岸支流鸦鹊河、西阳河。
温德河上游（永吉县北大湖镇以上）为山区，山高，坡降大，水流湍急，河谷宽达1000余米，河床宽浅；中游（永吉县北大湖镇至口前镇）为丘陵区，河谷宽1000～3000米，河宽50～100米，多浅滩，洪水易出槽，河道冲刷严重，摆动频繁，有明显的改道遗迹，沿岸开阔平原为水稻产区；下游（永吉县口前镇以下）河谷宽2000～3000米，右岸为小白山山地，左岸逐渐开阔为平原，地势平坦，耕地多为水田和菜田，河道宽浅，一般河宽200～300米。

## 历史
温德河下游河口附近右岸，吉林市丰满区红旗街道白山村（原属小白山乡）以南有一座高程313.3米的小山，满语名为温德亨山或温德赫恩山，也叫望祭山。据史料记载，清朝视长白山为祖宗发祥之地，曾派高官至长白山祭祀，后因路远难行，于雍正十一年（1733年）在此山建成望祭殿，每年由吉林将军率文武百官登此山望祭长白山神。

## 1973年洪水
1973年8月2日21时30分，洪峰流量1190立方米/秒，为1957年口前站建站以来最大洪水。为二十年一遇。流域平均雨量136.7mm。

## 2010年洪水
2010年7月27日至28日，流域发生特大暴雨，平均雨量194mm，干流发生350年一遇特大洪水。7月28日10时30分洪峰流量3120立方米/秒。接近洪峰时水位最大涨率0.22m/min，洪峰最大退率0.02m/min。朝阳水库28日10时最大入库流量739立方米/秒，出库流量200立方米/秒，削峰73%。28日11时出现最大出库流量420立方米/秒

## 2017年洪水
2017年7月13日至14日，流域出现特大暴雨。温德河口前站发生了1957年有实测记录以来的特大洪水，7月14日0时出现洪峰，相应流量3350立方米/秒，比2010年洪峰流量3120立方米/秒多出230立方米每秒，相应水位228.05米，比2010年水位高0.37米，超堤顶2.05米。至14日10时水位回落至警戒水位以下。吉林省防汛抗旱指挥部紧急调运冲锋舟43艘，其中，省防汛机动抢险队13艘，省武警总队调出10艘，驻吉林市部队调动20艘；驻吉林市部队出动10台抢险车辆。